# أبييي بالمر
أبييي بالمر (بالإنجليزية: Abbie Palmer) هي لاعبة الاسكواش نيوزيلندية، ولدت في 30 أكتوبر 1997 في وانغاري في نيوزيلندا.

## روابط خارجية
- أبييي بالمر على موقع الاتحاد الدولي لمحترفي الاسكواش (مؤرشف) (الإنجليزية)
- أبييي بالمر على موقع SquashInfo.com (الإنجليزية)
- أبييي بالمر على موقع اللجنة الأولمبية النيوزيلندية (الإنجليزية)